# Либерија
Либерија (енгл. Liberia), званично Република Либерија (енгл. Republic of Liberia), је држава у западној Африци на обали Атлантског океана. Граничи на северозападу са Сијера Леонеом, на североистоку са Гвинејом и на истоку са Обалом Слоноваче. Две трећине границе са Обалом Слоноваче чини река Кавала. Заузима подручје од 111.369 km² и има око 4,9 милиона становника. Енглески је званичан језик, а у овој земљи се говори преко 30 језика. Клима је тропска. Значајна количина кише падне током кишне сезоне која траје од маја до октобра.
Либерију је почетком 19. века основало Америчко друштво за колонизацију с циљем пресељења ослобођених црних робова из САД назад на афрички континент. Године 1847, постала је независна, а током деветнаестог века у њу је пресељено око 15.000 бивших робова. Досељеници су остали одвојени од већинског домаћег становништва, задржавши власт и привилегован положај у земљи. Њихова владавина окончана је 1980. државним ударом којим је започело раздобље нестабилности у политичком животу због сукоба већих етничких група за доминацију. Удар је предводио Самјуел Доу. После краја хладног рата 1989. Либерија је потонула у грађански рат неколико побуњеничких група који је с прекидом од 1997. до 1999. трајао све до 2003.
Привреда се још увелико опоравља од штета нанете у грађанском рату, а посебно услед разарања основне инфраструктуре. Главни извозни производи били су гума, дрво и жељезна руда. БДП за 2004. процењен је на 900 УСД по становнику, мерено по ППП-у.

## Историја
Житна обала је била насељена аутохтоним народима Африке у 12. веку. Менде народ се проширио на запад из Судана, присиљавајући многе мање етничке групе да се преселе према југу ка Атлантском океану. Деј, Баса, Кру, Гола, и Кси су били међу најранијим документованим народима у овој области.
Прилив ових група је био потпомогнут слабљењем царства Мали у 1375. години и царства Сонгај у 1591. Кад су унутрашњи региони били погођени дезертификацијом, становништво се преселило у влажније обалске регионе. Ови нови становници су донели са собом вештине попут предења памука, ткања текстила, топљења гвожђа, култивације пиринча и сирка, и друштвене и политичке институције из царстава Мали и Сонгај. Убрзо након тога народ Мане је покорио овај регион, Вај народ из бившег Мали царства је имигрирао у регион Гранд Кејп Маунт. Народ Кру се супротставио приливу Вај народа, формирајући савез са Манима да би зауставили даљи прилив Вај популације.
Између 1461. године и касног 17. века, португалски, холандски и британски трговци су имали контакте и трговачке постаје у овом региону. Португалци су именовали ову област Коста де Пимета, али је она касније постала позната као Житна обала, услед изобиља малегатног жита. Европски трговци су трговали са локалним становништвом.
У Сједињеним Државама је постојао покрет за насељавање слободних црнаца и одбеглих робова који су се суочавали са расном дискриминацијом у виду политичке обесправљености и порицање грађанских, верских и друштвених привилегија. Већина белаца, а касније и мали група црних националиста, сматрали су да ће црнци имати веће шансе за слободу у Африци, него у САД. 
Либерију је почетком 19. века основало Америчко друштво за колонизацију са циљем пресељења ослобођених црних робова из САД назад на афрички континент.
Године 1847, постала је независна, а током деветнаестог века у њу је пресељено око 15.000 бивших робова. Досељеници су остали одвојени од већинског домаћег становништва, задржавши власт и привилегован положај у земљи. Њихова владавина окончана је 1980. државним ударом којим је започело раздобље нестабилности у политичком животу због сукоба већих етничких група за доминацију. Након краја Хладног рата 1989. Либерија је потонула у грађански рат неколико побуњеничких група који је са прекидом од 1997. до 1999. трајао све до 2003.
Црнци повратници из САД, који су државу створили, по угледу на Устав САД од 1787. донели су свој Устав 1847. који је још увек на снази. Интересантно је напоменути да према овом уставу белци не могу бити држављани републике нити имати право гласа.
На изборима у октобру 2017, бивши фудбалер и добитник златне лопте 1995 — Џорџ Веа, изабран је за председника.

## Географија

### Положај
Државе са којима се Либерија граничи су: Гвинеја, Сијера Леоне и Обала Слоноваче. Површина државе износи 111.369 km².

## Становништво

### Религија
Процењује се да је 40% становништва Либерије хришћанске вероисповести или хришћанства у комбинацији са елементима традиционалних верских уверења. Око 40% становништва је искључиво традиционалног аутохтоног верског уверења. Исламске вероисповести је око 20% становништва.

## Привреда
Привреда се тек треба опоравити од штета које су јој нанесене у грађанском рату, посебно разарањем основне инфраструктуре. Главни извозни производи били су гума, дрво и железна руда. БДП за 2004. процењен је на 900 долара по становнику, мерено по ППП-у.